# Nupserha subabbreviata
Nupserha subabbreviata là một loài bọ cánh cứng trong họ Cerambycidae.